# 簡森不等式

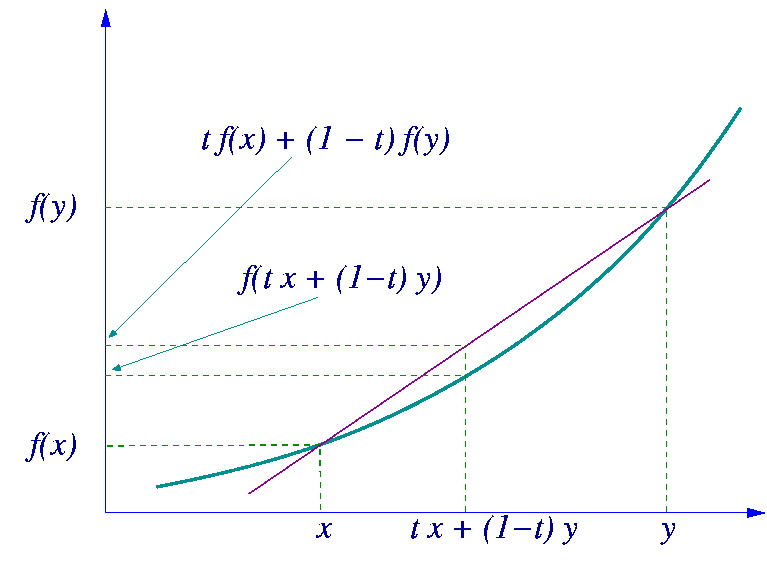
琴生不等式

，或稱延森不等式，以丹麥數學家約翰·延森命名。它給出積分的凸函數值和凸函數的積分值間的關係，在此不等式最簡單形式中，闡明了對一平均做凸函數轉換，會小於等於先做凸函數轉換再平均。若將簡森不等式應用在二點上，就回到了凸函數的基本性質：过一个凸函数上任意两点所作割线一定在这两点间的函数图象的上方，即：
{\displaystyle tf(x_{1})+(1-t)f(x_{2})\geq f\left(tx_{1}+(1-t)x_{2}\right),0\leq t\leq 1.}

## 一般形式
延森不等式可以用測度論或概率論的語言給出。這兩種方式都表明同一個很一般的結果。

### 測度論的版本
假設{\displaystyle \mu }是集合{\displaystyle \Omega }的正測度，使得{\displaystyle \mu (\Omega )=1}。若{\displaystyle g}是勒貝格可積的實值函數，而{\displaystyle \varphi }是在{\displaystyle g}的值域上定義的凸函數，則
{\displaystyle \varphi \left(\int _{\Omega }g\,d\mu \right)\leq \int _{\Omega }\varphi \circ g\,d\mu }

### 概率論的版本
以概率論的名詞，{\displaystyle \mu }是個概率測度。函數{\displaystyle g}換作實值隨機變數{\displaystyle X}（就純數學而言，兩者沒有分別）。在{\displaystyle \Omega }空間上，任何函數相對於概率測度{\displaystyle \mu }的積分就成了期望值。這不等式就說，若{\displaystyle \varphi }是任一凸函數，則
{\displaystyle \varphi \left(E(X)\right)\leq E(\varphi (X))\,}

## 特例

### 機率密度函數的形式
假設{\displaystyle \Omega }是實數軸上的可測子集，而{\displaystyle f(x)}是非負函數，使得
{\displaystyle \int _{-\infty }^{\infty }f(x)\,dx=1.}
以概率論的語言，{\displaystyle f}是個機率密度函數。
延森不等式变成以下關於凸積分的命題：
若{\displaystyle g}是任一實值可測函數，{\displaystyle \varphi }在{\displaystyle g}的值域中是凸函數，則
{\displaystyle \varphi \left(\int _{-\infty }^{\infty }g(x)f(x)\,dx\right)\leq \int _{-\infty }^{\infty }\varphi (g(x))f(x)\,dx.}
若{\displaystyle g(x)=x}，則這形式的不等式簡化成一個常用特例：
{\displaystyle \varphi \left(\int _{-\infty }^{\infty }x\,f(x)\,dx\right)\leq \int _{-\infty }^{\infty }\varphi (x)\,f(x)\,dx.}

### 有限形式
若{\displaystyle \Omega }是有限集合{\displaystyle \{x_{1},x_{2},\ldots ,x_{n}\}}，而{\displaystyle \mu }是{\displaystyle \Omega }上的正規計數測度，則不等式的一般形式可以簡單地用和式表示：
{\displaystyle \varphi \left(\sum _{i=1}^{n}g(x_{i})\lambda _{i}\right)\leq \sum _{i=1}^{n}\varphi (g(x_{i}))\lambda _{i},}
其中{\displaystyle \lambda _{1}+\lambda _{2}+\cdots +\lambda _{n}=1,\lambda _{i}\geq 0}。
若{\displaystyle \varphi }是凹函數，只需把不等式符號調轉。
假設{\displaystyle x_{1},x_{2},\ldots ,x_{n}}是正實數，{\displaystyle g(x)=x}，{\displaystyle \lambda _{i}=1/n}及{\displaystyle \varphi (x)=\log(x)}。上述和式便成了
{\displaystyle \log \left(\sum _{i=1}^{n}{\frac {x_{i}}{n}}\right)\geq \sum _{i=1}^{n}{\frac {\log(x_{i})}{n}},}
兩邊取取以{\displaystyle e}为底数的指数函数就得出熟悉的：
{\displaystyle {\frac {x_{1}+x_{2}+\cdots +x_{n}}{n}}\geq {\sqrt[{n}]{x_{1}x_{2}\cdots x_{n}}}.}
這不等式也有無限項的離散形式。

### 統計物理學
統計物理學中，若凸函數是指數函數，延森不等式特別重要：
{\displaystyle e^{\langle X\rangle }\leq \left\langle e^{X}\right\rangle ,}
其中方括號表示期望值，是以隨機變數X的某個概率分佈算出。這個情形的證明很簡單（參見Chandler, Sec. 5.5）：在以下等式的第三個指數函數
{\displaystyle \left\langle e^{X}\right\rangle =e^{\langle X\rangle }\left\langle e^{X-\langle X\rangle }\right\rangle }
套用不等式
{\displaystyle e^{X}\geq 1+X,}
即得出所求的不等式。